# 위안자류
위안자류(중국어 간체자: 袁家骝, 정체자: 袁家騮, 병음: Yuán Jiāliú, 영어: Luke Chia-Liu Yuan 루크 치아리우 유안[*], 1912년 4월 5일 ~ 2003년 2월 11일)는 중화민국 허난 성 안양에서 출생한 미국의 물리학자 겸 대학 교수이다.

## 생애

### 이력

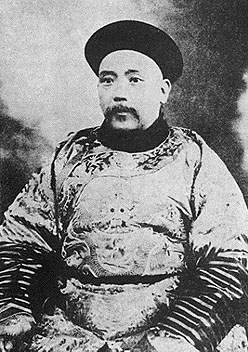
조부 위안스카이 前 중화제국 황제

그는 중화민국의 장기와 마작 유단자인 위안커원의 아들이며, 중화민국 대총통과 중화제국 황제를 지낸 위안스카이의 손자이기도 하다. 할머니는 조선 출신의 안동 김씨(安東 金氏) 여인으로 할아버지 위안스카이의 측실(側室)이었다.

### 직계 가족 관계
- 친조부: 위안스카이(袁世凱)
- 아버지: 위안커원(袁克文)
- 어머니: 류메이전(劉梅眞)

### 어린 시절과 교육
위안은 허난성 안양에서 태어났으며, 베이핑 옌칭 대학교에서 학부와 석사 학위를 마친 뒤 미국 캘리포니아 대학교 버클리, 캘리포니아 공과대학교를 마치고 물리학 박사 학위를 받았고 물리학자가 되었다.
1931년에 부친상(父親喪)을 치른 이후 그는 1936년부터 미국으로 귀화한 후, 뉴욕주립대 교수를 지내다 대만으로 가서 국립대만대 교수를 지냈다. 또한 같은 해 캘리포니아 버클리에서 나중에 그의 배우자가 되는 물리학자 우젠슝을 만났다.:259 위안은 재정적인 이유로 인해 칼텍으로 학교를 옮기었고, 그곳에서 노벨상 수상자인 로버트 A. 밀리컨에게 수학하며 박사 과정을 밟았다.:262

### 이후의 삶
우젠슝과는 1942년 미국에서 결혼하였는데 그녀는 실험 물리학자로 중국 난징의 국립중앙대학을 졸업하고 미국에 유학해 캘리포니아대 버클리에서 박사학위를 받았으며 최초의 핵폭탄을 개발한 맨해튼 프로젝트에 참여했고스미스대, 프린스턴대, 컬럼비아대 교수를 지냈다. 위안자류는 물리학자로서 미국에서 대학 교수를 지낸 바 있고 중화민국에도 초청되어 대학 교수를 지낸 바 있다. 은퇴한 뒤 뉴멕시코에서 은퇴 생활을 하다 1997년 가족들과 함께 중국에 귀국해 톈진과 베이징에서 말년을 보냈다. 미국 국적은 포기하지 않고 미국 시민권자로 중국에 거주하였다. 구체적으로 85세 때인 1997년 미국 뉴욕주 뉴욕 시티에서 우젠슝의 상을 치렀고, 이듬해 1998년 미국 뉴멕시코주 샌타페이로 이주하여서 지내다가, 그 후로 89세 때인 2001년 6월에 남동생의 일가족, 아들, 손녀 등의 가족과 함께 미국 시민권자 신분으로 중화인민공화국 톈진에 정주하였고 그 해 7월에 중화인민공화국 베이징으로 재정착하였다. 그로부터 2년 후 2003년 2월 11일 향년 91세로 사망하였다.

### 학력
- 중화민국 허베이성 베이핑 옌칭 대학교 물리학과 학사
- 중화민국 허베이성 베이핑 옌칭 대학교 대학원 물리학과 이학석사
- 미국 캘리포니아 대학교 버클리 대학원 천체물리학과 이학석사
- 미국 캘리포니아 공과대학교 이과대학원 물리학과 이학박사